# کوروتکویه
کوروتکویه (انگلیسی: Korotkoye) یک شهرک در بخش کوروچانسکی استان بلگورود کشور روسیه است.